# شارل موراس
شارل ماری فوتیوس موراس (به فرانسوی: Charles Maurras)، نویسنده و سیاستمدار فرانسوی پایه‌گذار جنبش اکسیون فرانسز (جنبش راست‌گرای و ارتجاعی سلطنت‌طلبانه در فرانسه) که از سال ۱۹۰۸ تا ۱۹۴۴ برپا بود.
وی معتقد به سنت‌گرایی و ناسیونالیسم و طرفدار موسولینی، فرانکو و پتن بود، به همین دلیل پس از
پیروزی متفقین و آزادی فرانسه، محکوم به زندان گردید ولی کمی قبل از مرگ بخشوده شد. موراس از شیفتگان تمدن یونان
باستان بود.